# Jüdische Elementarschule Buchen (Odenwald)

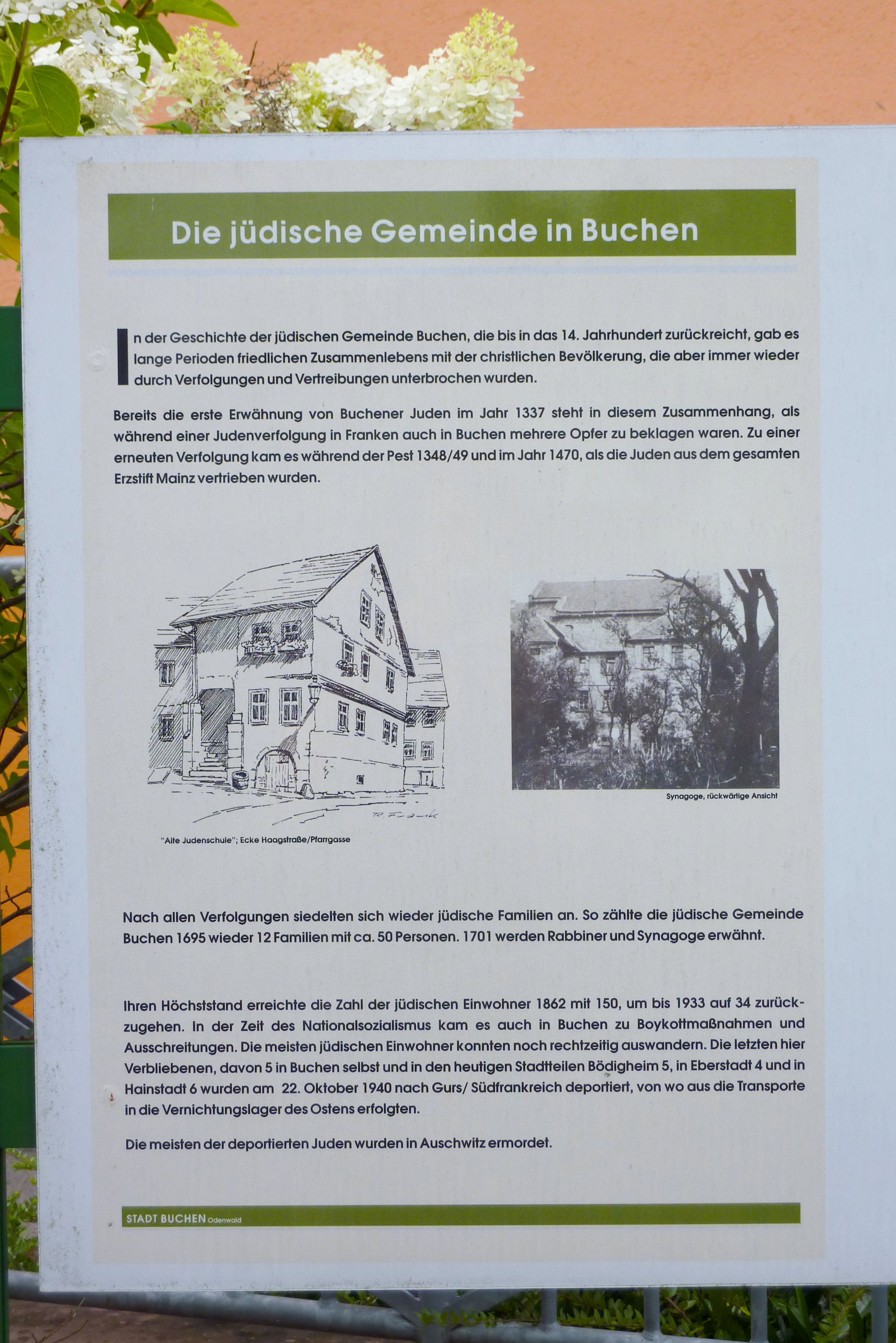
Links auf der Infotafel eine Skizze des Gebäudes, in dem sich zunächst auch die Buchener Synagoge befand

Die Jüdische Elementarschule in Buchen, einer Stadt im Neckar-Odenwald-Kreis im nördlichen Baden-Württemberg, war eine Elementarschule, die 1834 gegründet wurde. Sie wurde von der Jüdischen Gemeinde Buchen unterhalten. Das badische Judenedikt von 1809 gestattete den jüdischen Gemeinden, eigene Schulen zu errichten, sofern sie die Kosten dafür übernahmen.
Die Schule befand sich im ehemaligen Gasthaus Sonne in der Pfarrgasse 13/Ecke Haagstraße (das Gebäude besteht nicht mehr). Die jüdischen Elementarschulen wurden mit der Einführung der Simultanschulen im Großherzogtum Baden im Jahr 1876 aufgelöst. Die jüdische Schule in Buchen wurde als Religionsschule weitergeführt.

## Lehrer
- bis 1851: Hauptlehrer Richter
- Samuel Ries
- bis 1882: Religionslehrer Daniel Levy
- 1905 bis 1910: Sally Rosenfelder
- bis 1912: Lehrer Weingarten